# 馬鈺
馬鈺（1123年6月15日—1185年1月25日），原名從義，字宜甫，後改名鈺，字玄寶，號丹陽子，山東宁海州牟平縣人，金朝道士，道教全真教第二代掌教，王重陽（1113-1170）七個主要弟子（全真七子）之一。元世祖封號「丹陽抱一無為真人」，元武宗加封「丹陽抱一無為普化真君」。

## 生平
馬鈺，寧海人，生於金太祖天輔七年（九月金太宗改元天會元年）癸卯五月二十日（1123年6月15日）。馬鈺原為寧海巨富，號馬半州，後娶孫忠顯之女孫富春（即孙不二，1113-1183）為妻，生三子。通經史，輕財重義。
金世宗大定十二月二十二日（1185年1月25日），重陽仙誕，馬鈺於萊陽縣遊仙宮致醮完畢後端坐而逝。

### 入道
1167年馬鈺初遇師父王重陽。重陽自關中東遊傳教，扺寧海州牟平縣城，兩人一見如故，談玄論道，馬鈺遂邀王重陽到自家居住，馬鈺與孫富春夫婦皆待以師禮，擇地建庵，二人講道於庵中。庵名「全真」，「全真」教之名源於此。
1168年初馬鈺決心辭家學道。王重陽多方勸喻馬鈺離家去鄉學道，馬鈺初因家資廣貯，妻子愛深，不能遽從。但他擔心自己短命早亡，終於決心出家，以期積累功行，証得仙位。他獲王重陽訓名為馬鈺，號丹陽子，與孫氏離婚，分財產給三子，隨王重陽舉紙旗上街市行乞。
馬鈺此後追隨重陽隱居、傳教及西行。他與王重陽、同門丘處機(1141-1229)、譚處端(1119-1185)、王處一(1141-1217)三人先到寧海州昆嵛山煙霞洞隱居，修道半年，期間郝大通(1134-1213)亦加入師門。其後隨王重陽在寧海、登州、萊州三州普化百姓，期間馬妻孙不二（原名富春）、同鄉劉處玄(1145-1203)亦拜師出家。1169年，馬鈺與譚處端、劉處玄、丘處機隨師西行，欲至關中王重陽故居，至開封，王重陽無法繼續西行，1170年初升化。

### 掌教

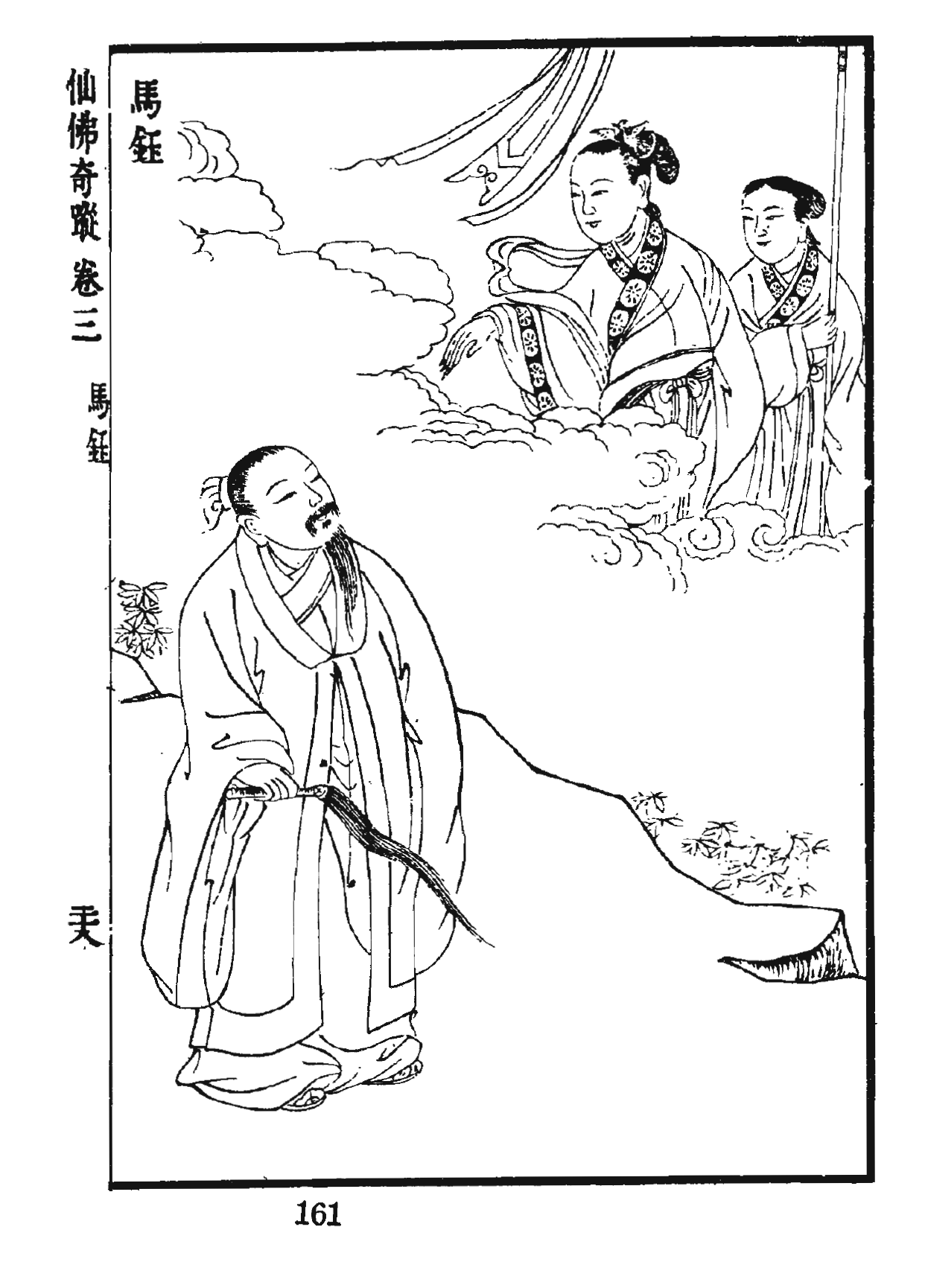
馬鈺

馬鈺為王重陽指定繼承人，掌管其他弟子，繼續發展其教。馬鈺當下發願，要弘揚師教，傳遍各地。
馬鈺等四弟子先處理王重陽後事。他們暫葬師父於開封，西行入關至終南劉蔣村，與王重陽昔日道友、門人和玉蟾(?-1170)、李靈陽、劉通微、嚴處常(1111-1183)、史處厚(1102-1174)相見，修治葬所。馬鈺曾到長安乞錢，以為遷葬籌資。期間前妻孙不二前來相見，似仍有夫妻舊情，馬鈺說「休要隨予」，此後二人東西遠別，天各一方。
1172年，四子把王重陽遷葬於劉蔣村其故庵，前後居喪守服超過三年。馬鈺與師弟譚處端、劉處玄、丘處機分途發展教門。1174年八月，四子於鄠縣真武堂月夜論志，馬說「鬥貧」，譚說「鬥是」，劉說「鬥志」，丘說「鬥閑」，從此分赴四方修練傳道。馬鈺作為全真教掌門，坐鎮劉蔣村祖庵，是為全真教祖庭，隱居四年。1178-1180年西遊，到隴山（今陝西西部）、華亭（今甘肅）、隴州傳教，化度門人百餘人。
1182年馬鈺為官府所迫還鄉。他原想終身不離開關中，但當時金朝加強管理釋、道，下令遣送道人各還本鄉，1181年馬鈺收到遣返牒，不得已東歸寧海，關中教事交給丘處機主持。（丘處機得隴州官民共同狀保，得以留在當地。）
馬鈺回鄉後繼續布教。他與劉處玄、王處一重聚，在文登縣一帶行化作醮，有漁戶受感化，焚燒漁網不再殺生。1183年逝於萊陽縣迎仙宮（一說游仙宮）。劉處玄請身在洛陽的譚處端主教，為第三任掌門。

## 思想
王重陽過世時，馬鈺發三願：「一願欲將師父《全真集》印行，二願欲與師父守服三年，三願勸十方父母捨俗修仙」，要弘揚師教，傳遍各地。
馬鈺堅持守貧，粗衣淡食，手不拈錢，夜常露宿。他精神解脫，不以苦為苦，反而以出家前的舒適生活為苦。為人作醮，不按傳統醮儀發壇請神作法，而是登壇內觀，將本師王重陽作為神祇祈禱。
馬鈺詩文輯為《漸悟集》、《洞玄金玉集》。

## 地位
馬鈺與同門譚處端、劉處玄、丘處機、王處一、郝大通、孫不二七人（即「七真」）是王重陽的主要門人，其中馬、譚、劉、丘是最親近的嫡傳弟子。王重陽將馬比作弟，譚比作姪，劉、丘比作兒子，臨終時說馬鈺「已得道」，指定為繼承人。
馬鈺在全真教內地位尊崇，受劉處玄、丘處機等一眾師弟尊為師叔。他升化於迎仙宮後，仙蛻一直被秘藏，以防陝西等地信徒竊取，之後幾次遷移，被藏在迎仙宮，不為人所知。1306年，大都长春宫主席常志清得知其事，翌年重葬仙蛻於迎仙宮，並建殿造像以誌。

## 金庸小說中的馬鈺
由於其師弟丘處機熱衷和江南七怪的十八年之約比試賭局，馬鈺苦勸一頭熱的丘處機不成，便親自遠赴大漠教導郭靖兩年上乘玄門內功心法及絕頂輕功『金雁功』，希望丘處機失敗而回頭潛心修道。後來與江南七怪合力擊退「鐵屍」梅超风，最後丘處機因楊康人品過劣而自認輸給七怪。《神雕俠侶》故事中段病逝。
馬鈺生性淡泊不與人爭且潛心修道，故外功修為稍遜師弟丘處機及王處一，但內功修為相當深厚，尤在丘王二人之上；開導郭靖內功修練方法將他導入成為高手的正確路途，導正江南七怪內家不足的缺失。
登場回數：《射雕英雄传》5-6，11，25-26，34-35；《神雕侠侣》4

## 影視形象
- 1976年  湯錦棠《射鵰英雄傳》
- 1983年  張英才《射鵰英雄傳》
- 1988年  黃關雄《射鵰英雄傳》
- 1993年  梁建平《射鵰英雄傳之九陰真經》
- 1994年  鄺佐輝《射鵰英雄傳》
- 2003年  李心敏《射鵰英雄傳》
- 2008年  楊藝《射鵰英雄傳》
- 2017年  王力《射鵰英雄傳》
- 2024年  王九勝《金庸武俠世界》

## 延伸阅读
[在维基数据编辑]
 《新元史/卷243》，出自柯劭忞《新元史》